# Charli D'Amelio
Charli Grace D'Amelio, ameriška plesalka in tiktokerka, * 1. maj 2004, Norwalk, Connecticut, ZDA.
Več kot deset let je bila tekmovalna plesalka, preden je leta 2019 začela svojo kariero na družbenih omrežjih, ko je začela aktivno objavljati vsebino na platformi za izmenjavo videov TikTok, kjer je začela objavljati plesne videoposnetke trendovskih pesmi na platformi. Hitro je zbrala veliko sledilcev in nato postala najbolj zasledovana ustvarjalka na platformi.

## Življenje
D'Amelio se je rodila v Norwalku v Connecticutu 1. maja 2004. Mati Heidi D'Amelio (r. O'Brian) je fotografinja in nekdanja manekenka, oče Marc D'Amelio (italijanskega rodu) pa je lastnik podjetja in nekdanji republikanski senator Connecticuta. Ima starejšo sestro po imenu Dixie, ki je tudi ona osebnost družbenih omrežjih.